# Marguerite Barco
Pour les articles homonymes, voir Barco (homonymie).
Marguerite Barco, née le 18 avril 1882 à Nancy et morte le 7 août 1965 à Saint-Nicolas-de-Port, est une artiste peintre française. 
Elle est la fille du photographe portraitiste nancéien Joseph Barco. 

## Biographie
Née en 1882 à Nancy, elle est la cinquième enfant et fille cadette de Joseph Barco et de Julie Emma de Latouche de Grandmaison (Rouffach 1850 - Nancy 1925). Elle est l'élève d'Antoine Vierling, de Louis Hestaux avant de s'inscrire de 1905 à 1908 à l'école des Beaux-Arts de Nancy où elle suit les cours de Jules Larcher, puis du Nancéien Henri Royer et de Jean-Paul Laurens à l'Académie Julian. 
Elle débute en 1902 au salon de la Société lorraine des amis des arts, à Nancy et participe au Salon des artistes français à partir de 1911. Elle figure en 1914 au salon de l'Union des femmes peintres et sculpteurs.
Dans les années 1905-1909, elle visite la Suisse, la Savoie, La Rochelle, la Bretagne et la Normandie, qui lui inspirent paysages et scènes de genre. 
Pendant la Première Guerre mondiale, elle suit sa famille à Nice, où son père décède en 1915.
Elle est présente en 1920 à l'Exposition nationale de Metz avec deux pastels, et à l'exposition-vente organisée à Nancy en 1922 par le Cercle artistique de l'Est. Elle poursuit ses envois au Salon de Nancy et expose en 1933 à la galerie Thiébault avec Madeleine Bachelet, épouse du directeur du Conservatoire de Nancy Alfred Bachelet. Elle présente aussi ses œuvres aux expositions de la Société Lorraine des Amis des Arts, galeries Poirel, où elle participe en 1932 au Salon de l'art floral organisé par la société centrale d'horticulture de Nancy.
Elle continue à participer au Salon des artistes français, en devient sociétaire et y obtient une mention honorable en 1925. Elle est nommée cette année-là officier d'académie. En 1936, son portrait du vice-amiral Fournier est acquis par le ministère de la Marine. Cinq ans plus tard, elle figure au Salon d'automne avec des natures mortes.
Après la Grande Guerre, elle passe l'essentiel de sa vie à Nancy, rue de la Commanderie, restant célibataire et vivant avec sa mère jusqu'à la mort de celle-ci en 1925. Elle meurt à 83 ans et est inhumée le 10 août 1965 au Cimetière de Préville à Nancy, sous le nom de Marguerite Barcó (sépulture 3587, carré A.A.).

## Expositions
- Société lorraine des amis des arts, Nancy : 1902, 1903, 1905, 1906, 1907, 1908, 1909, 1910, 1911, 1912, 1913, 1920…
- Salon des artistes français : 1911, 1912, 1925, 1937.
- Salon de l'Union des femmes peintres et sculpteurs : 1914.
- Exposition nationale de Metz : 1920.
- Épinal : 1924.
- Salon floral de la société centrale d'horticulture de Nancy : 1932.
- Salon d'automne : 1941.

## Œuvres
Barco peignait d'abord à l'huile et à l'aquarelle ; à partir de 1910, elle pratique le portrait au pastel, surtout d'enfants, de jeunes filles et de jeunes femmes, bénéficiant du carnet de clientèle de son père Joseph Barco, photographe portraitiste reconnu sur la place de Nancy. Dans ses paysages des années 1900, elle est influencée par les impressionnistes et s'attache à capturer les variations de lumière selon les saisons et les heures du jour, comme dans Crépuscule et Jeu de lumière,, tandis que ses scènes d'intérieur rappellent l'art de Berthe Morisot. Par rapport à ses tableaux exposés dans les salons, beaucoup de ses portraits en buste produits à titre commercial à la demande des familles ont une moindre valeur artistique. On trouve sur ses tableaux deux sortes de signatures : l'une, "Marg. Barcó", en lettres cursives banales et assez discrète, l'autre, "Barco", en script au lettrage plus recherché, bien en évidence sur les portraits commerciaux. 

### Œuvres localisées
- L'amiral Fournier (huile, Musée lorrain, Nancy).
- Blés en Bretagne (aquarelle, musée des Beaux-Arts d'Angers).
- Portrait de jeune fille (pastel, musée de l'École de Nancy).

### Œuvres exposées aux salons de Nancy
- Huiles : Bouquet de pivoines (1902). Tête de Bretonne. Grève du moulin, en Bretagne (1908). Tête de Suissesse (1909).
- Aquarelles : Boules de neige. Paysage. Intérieur normand (1905). Chaumières normandes. Les blés (1906). Chaumière normande. Entrée de ferme aux Petites-Dalles. Étude d'arbres au parc Sainte-Marie (1907). Roses. Entrée d'un manoir en Bretagne (1908). Commères bretonnes. Blés noirs en Bretagne. Campagne bretonne (1909).
- Pastels : Portrait de ma sœur. Mme M.V… (1910). Portrait de ma sœur. Mme M…  Mlle Charlotte M… Mme H… Mlle Simone H… (1911). Mme B… et sa fille. Mlle I. de C… M. Gilbert I… (1912). Mme H.P… et sa fille. Jean L… (1913). Antoinette, Marcelle et Michel H. Mlle J.K… (1914).

### Autres œuvres
- Parc (huile, 1903))
- Megève (huile)
- Scène de débardage en forêt (huile, vendu 200 € par Nabécor Enchères SARL à Nancy le 23 janvier 2016)
- Vers le jardin (pastel)
- Buste d'un garçon avec un pull bleu clair (huile)
- Portrait d'une jeune fille en robe de soirée bleu clair avec une rose (huile, 1907)[12]
- Portrait de fillette à la robe bleue (pastel)
- Portrait de fillette avec un ruban rouge (huile, vendu 80 € à Meerbusch-Büderich le 30 janvier 2014)
- Après la pause, scène d'intérieur
- Portrait en pied d'une peintre dans son atelier (autoportrait ?)